# Landeskrankenhilfe
Der Landeskrankenhilfe V.V.a.G. (LKH) ist ein eigenständiges Versicherungsunternehmen mit Sitz in Lüneburg, das als Versicherungsverein auf Gegenseitigkeit geführt wird. Das Unternehmen bietet private Krankenversicherungen, Pflegepflichtversicherungen und private Zusatzversicherungen für gesetzlich versicherte Personen an.

Im Jahr 2023 zählte die LKH insgesamt 316.039 Versicherte, beschäftigte durchschnittlich 496,5 Mitarbeiter und verzeichnete 915,26 Millionen Euro gebuchte Bruttobeiträge.

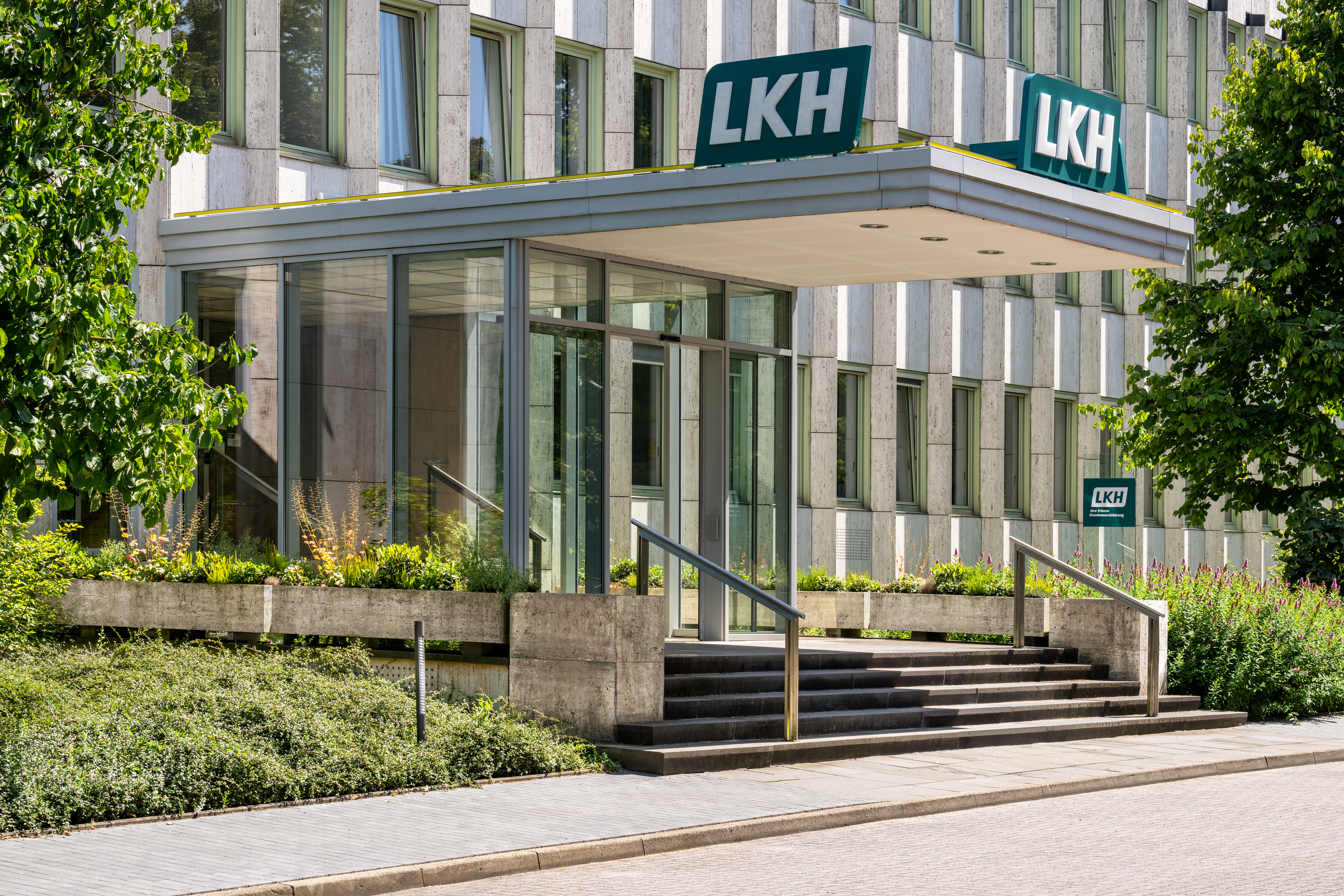
Haupteingang der Hauptverwaltung in Lüneburg

## Geschichte
Am 9. Juli 1926 gründeten Landwirte aus der Umgebung Lüneburgs den Versicherungsverein Krankenunterstützungsverein Lüneburg und Umgebung für selbständige Landwirte. Das Geschäftsgebiet umfasste den nördlichen Teil des Regierungsbezirks Lüneburg. Im Gründungsjahr waren bereits 896 Personen versichert. Zwischen 1926 und 1935 zeigte sich jedoch, dass die Beiträge möglicherweise nicht ausreichen würden, um die Versicherungsleistungen zu decken. Daher beschloss die ordentliche Mitgliederversammlung im August 1926 die Einführung einer geringen Selbstbeteiligung, was dem Unternehmen half, erste Rücklagen zu bilden. In dieser Zeit stieg die Zahl der Versicherten auf über 10.000. Im Jahr 1935 bezog der Verein sein erstes eigenes Verwaltungsgebäude in Lüneburg, und kurz darauf wurden Tarife für Zahnbehandlungen und Zahnersatz eingeführt. Während der Kriegsjahre konnte der Geschäftsbetrieb mit nur geringen Einschränkungen fortgeführt werden. 
Nach dem Zweiten Weltkrieg zählte der Verein noch etwa 27.000 Mitglieder und erzielte eine Jahresbeitragseinnahme von 755.000 Reichsmark. Der Außendienst wurde ebenfalls erweitert, und bis August 1949 waren rund 40.000 Personen versichert. In dieser Zeit erfolgte auch die Umbenennung in Landeskrankenhilfe Versicherungsverein auf Gegenseitigkeit Sitz in Lüneburg. 
Zwischen 1952 und 1964 wuchs die Landeskrankenhilfe V.V.a.G. (LKH) kontinuierlich, was neue Geschäftsstellen erforderlich machte, da das Geschäftsgebiet stetig erweitert wurde. Neben den Krankheitskostenversicherungen kam auch eine Krankenhaustagegeldversicherung hinzu. Aufgrund des Wachstums wurde die Hauptverwaltung 1952 in ein neues Verwaltungsgebäude in der Schießgrabenstraße 8/9 in Lüneburg verlegt. 1953 wurde die Landeslebenshilfe V.V.a.G. (LLH) als Schwestergesellschaft der LKH gegründet.
Nach vier Jahren Planungs- und Bauzeit wurde im Jahr 1965 ein neues Verwaltungsgebäude in der Uelzener Straße 120 in Lüneburg bezogen, das gemeinsam mit der LLH benutzt wurde. Die zuständige Aufsichtsbehörde genehmigte die Ausweitung des Geschäftsgebiets auf die gesamte Bundesrepublik Deutschland, einschließlich Berlin. In der Krankenvollversicherung für Selbstständige und Angestellte wurden Tarife sowohl mit als auch ohne Selbstbeteiligung eingeführt, während für gesetzlich versicherte Personen Zusatztarife angeboten wurden. 
Im Jahr 1978 führte die LKH eine „Beitragsrückerstattung bei Schadenfreiheit“ ein, bei der Beiträge für den ambulanten Versicherungsschutz zurückgezahlt werden. Der Neubau am Verwaltungsgebäude der Hauptverwaltung in Lüneburg wurde im Jahr 1992 bezogen. Im Jahr 2001 kam die „Beitragsrückerstattung für kostenbewusstes Verhalten“ hinzu. Seit 2014 bietet die LKH eine „Beitragsrückerstattung bei Leistungsfreiheit“ für die neuen Tarife A/S/Z an, bei der Versicherte bis zu 40 % des Beitrages für den ambulanten und zahnärztlichen Versicherungsschutz zurückerhalten können, sofern sie keine Leistungen in Anspruch nehmen.
Im Sommer 2022 wurde die LKH Arena in Lüneburg eröffnet, die als Veranstaltungsort für Spiele des Volleyball-Bundesligisten SVG Lüneburg dient und Platz für bis zu 3.500 Zuschauer bietet.
Bis Dezember 2023 war die Lebensversicherungsgesellschaft Landeslebenshilfe (LLH), die ebenfalls in der Rechtsform eines Versicherungsvereins auf Gegenseitigkeit betrieben wird, ein Schwesterunternehmen der Landeskrankenhilfe. Am 29. Dezember 2023 wurde der Bestand der LLH an die Frankfurter Leben-Gruppe übertragen.

## Unternehmensstruktur
Der Landeskrankenhilfe V.V.a.G. (LKH) ist ein eigenständiges Versicherungsunternehmen mit Sitz in Lüneburg, das als Versicherungsverein auf Gegenseitigkeit organisiert ist.

## Produkte (Tarife)
Die LKH bietet eine private Krankenvollversicherung für verschiedene Personengruppen an, darunter Angestellte, Selbständige, Beamte und Beamtenanwärter sowie Ärzte, Schüler und Studierende. Zusätzlich zu der Krankenvollversicherung stellt das Unternehmen auch eine Reihe von Zusatzversicherungen für gesetzlich Versicherte zur Verfügung, wie beispielsweise Zahnzusatzversicherungen, Krankenhauszusatzversicherungen, Krankentagegeld, Krankenhaustagegeld und Pflegezusatzversicherungen.
Für die Krankenvollversicherung bietet die LKH vier Tarifstufen an: ohne Selbstbeteiligung sowie mit Selbstbeteiligungen von 500 Euro, 900 Euro und 1.800 Euro pro Jahr (für Kinder und Jugendliche jeweils die Hälfte). Ende Oktober 2024 stellte die LKH auf der Messe DKM ihren Kompakttarif GesundheitsUpgrade Premium vor. Dieser deckt Leistungen im ambulanten, stationären und zahnärztlichen Bereich ab und ist ab Dezember 2024 verfügbar.
Das LKH-Zahn Upgrade der LKH ist eine Zahnzusatzversicherung für gesetzlich Versicherte, die Prophylaxe, Zahnreinigung und Fissurenversiegelung in allen drei Erstattungsniveaus (50, 70+ und 90+) abdeckt. In den höheren Tarifes sind Leistungen wie Bleaching, spezielle Methoden zur Angst- und Schmerzausschaltung sowie eine anteilige Kostenübernahme für kieferorthopädische Behandlungen bei Kindern und Jugendlichen enthalten.
Versicherte der LKH in der Krankenvollversicherung und in einer Beihilferestkostenversicherung können telemedizinische Leistungen nutzen, die im Rahmen einer Kooperation mit MD Medicus angeboten werden. Die Beratung erfolgt für die Versicherten ohne zusätzliche Kosten. Darüber hinaus bietet das Unternehmen eine betriebliche Krankenversicherung in zwei Varianten an zum einen für Zahnzusatzleistungen und Kosten für Zahnersatz sowie Bleaching, zum anderen für Vorsorgeuntersuchungen und Schutzimpfungen. Beide Tarife bieten zudem Leistungen für Sehhilfen und refraktive Chirurgie an.

## Sponsoring

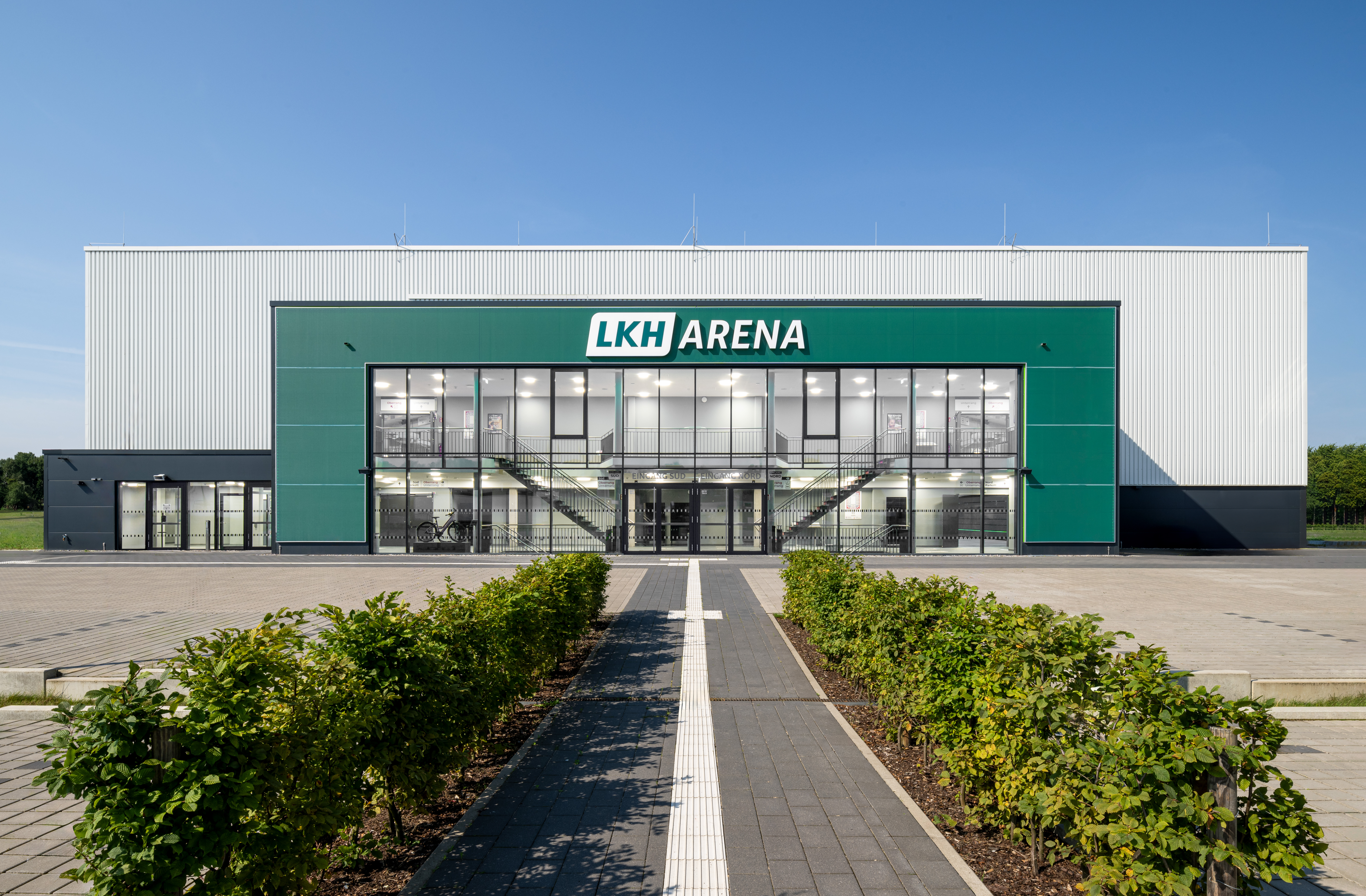
Haupteingang der LKH Arena in Lüneburg

Die LKH ist Namenssponsor der im Sommer 2022 eröffneten LKH Arena in Lüneburg. Darüber hinaus fungiert das Versicherungsunternehmen seit der Saison 2022/2023 als Hauptsponsor des Volleyball-Bundesligisten SVG Lüneburg. Im September 2024 gab der Club bekannt, dass der Sponsoring-Vertrag mit der LKH bis 2028 verlängert werde.

## Auszeichnungen
- 2017: Silber in der Kategorie „Produktdesign“ beim Innovationspreis der Assekuranz für das Produkt LKH Ergänzungstarife E durch eine Jury aus Fachleuten[20]
- 2020: Platz 16 der 17 fairsten Krankenversicherer aus Kundensicht beim Deutschen Fairness-Preis 2020 durch das Deutsche Institut für Service-Qualität und den Fernsehsender N-tv.[21]
- 2024: Branchensieger im Bereich Assekurzanz in der Kategorie „private Versicherer“ in einer Umfrage mit 558.000 Verbrauchern durch Service Value.[22]

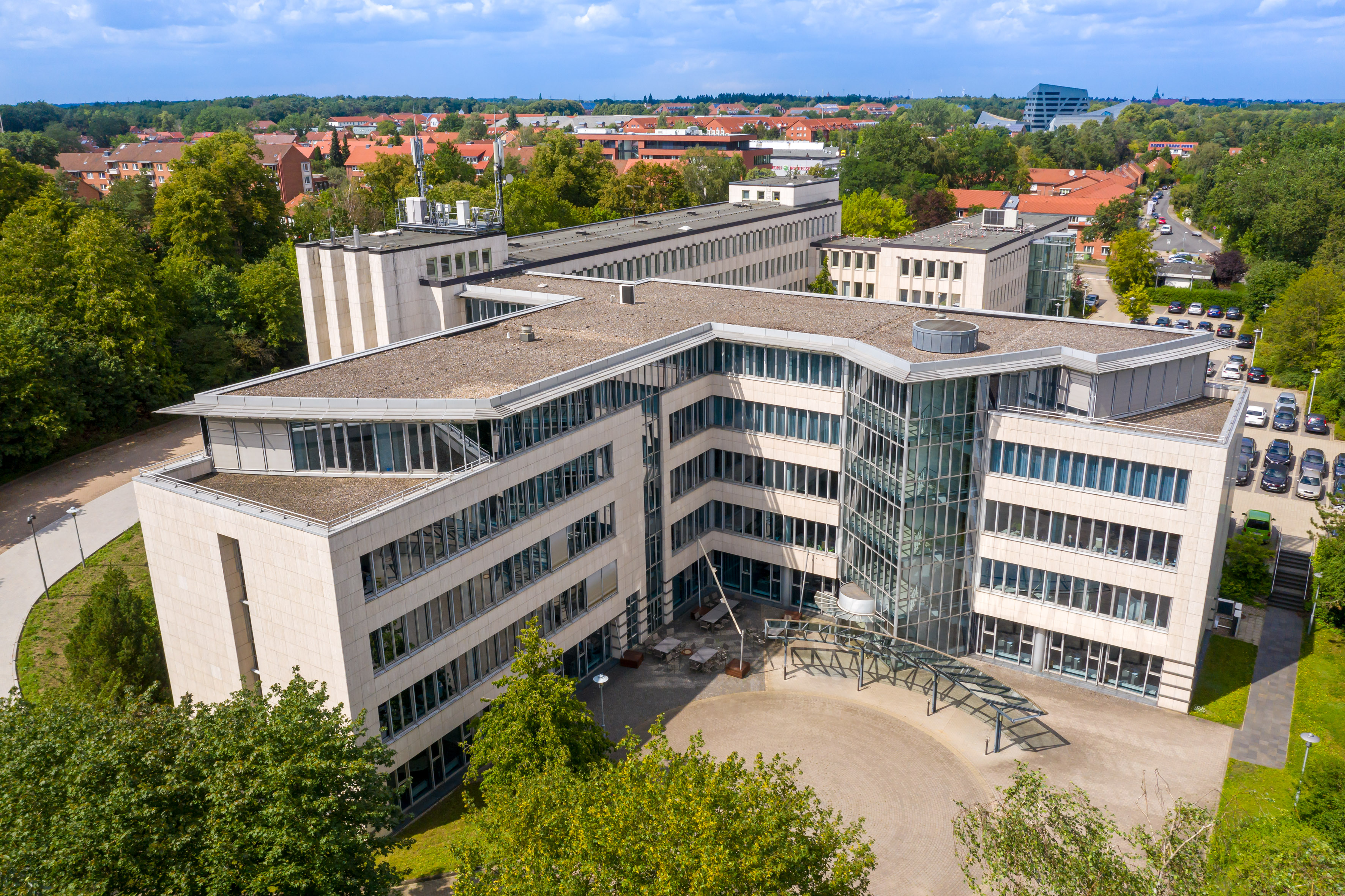
Hauptverwaltung der LKH in Lüneburg